# Johan Kristian Homan
Johan Kristian Homan är en litterär figur som figurerar i ett antal deckare skrivna av Jan Mårtenson. Homanböckerna har givits ut årligen sedan 1973.

## Biografi
Johan Kristian Homans far var prost i Viby församling i Närke, men efter utdragna studier i konsthistoria vid Uppsala universitet blev Homan själv antikhandlare. Han både bor och har sin affär på Köpmangatan i Gamla stan i Stockholm. Homan är ungkarl och bor tillsammans med sin siameskatt Cléo, uppkallad efter den eleganta Cléo de Mérode. Kattens omedvetna agerande kan ibland hjälpa Homan till deckargåtans lösning. I boken Caesars örn (1996) inleder Homan dock en i alla följande böcker pågående särborelation med Francine Silfverstierna, chef för personskyddsenheten på SÄPO. Övriga personer som figurerar i Homans tillvaro är hans granne Ellen Andersson, som hjälper honom med hushållstjänster, och hans konkurrent Eric Gustafson, som har antikhandel på andra sidan gatan. Trots konkurrenssituationen är de goda vänner, men ger gärna varandra småtråkningar och syrliga repliker.
Homan har en tendens att ständigt snubbla över olika brott, i synnerhet mordfall, på olika platser i sin vardag. Hans nyfikenhet gör att han givetvis inte kan låta bli att snoka runt i brotten. Till sin hjälp med detta har han kommissarie Calle Asplund, chef för Riksmordkommissionen, även om den hjälpen ofta är aningen motvillig, samt givetvis katten Cléo, som han själv brukar ge äran för diverse lösningar.
Privat är han en epikuré som tycker om att resa, och han dricker mer än gärna en Dry Martini. Han är också, enligt egen utsago, en ganska dålig antikhandlare, då han har svårt att sälja sina vackraste varor. Han rör sig ofta i historiska miljöer och träffar väldigt ofta betydelsefulla människor från olika delar av samhället. Homan är också ofta missbelåten med sin egen ekonomiska situation och beskriver sig ofta som "fattig" antikhandlare. Dock nämns ytterst sällan några siffror i böckerna. Homan är frispråkig och böckerna innehåller ofta en del samhällskritik. Mer eller mindre välformulerad eller välgrundad. Ett typiskt drag i deckarna om Homan är dennes kulinariska intressen. I varje bok beskriver denne en maträtt, till vilken ett utförligt recept ofta presenteras som appendix sist i boken. Mårtenson har sedermera samlat och utgivit sådana recept i en "homansk kokbok".

## Litterärt sällskap
Homan har också ett eget sällskap, kallat Homansällskapet, med många medlemmar som troget fortsätter läsa om Homans äventyr.

## Homanböcker
- 1973 – Helgeandsmordet
- 1974 – Drakguldet
- 1975 – Demonerna
- 1976 – Häxhammaren
- 1977 – Döden går på museum
- 1978 – Döden går på cirkus
- 1979 – Vinprovarna
- 1980 – Djävulens hand
- 1981 – Döden gör en tavla
- 1982 – Middag med döden
- 1983 – Vampyren
- 1984 – Guldmakaren
- 1985 – Häxmästaren
- 1986 – Rosor från döden
- 1987 – Den röda näckrosen
- 1988 – Neros bägare
- 1989 – Mord i Venedig
- 1990 – Akilles häl
- 1991 – Ramses hämnd
- 1992 – Midas hand
- 1993 – Gamens öga
- 1994 – Tsarens guld
- 1995 – Karons färja
- 1996 – Caesars örn
- 1997 – Högt spel
- 1998 – Det svarta guldet
- 1999 – Häxan
- 2000 – Mord på Mauritius
- 2001 – Ikaros flykt
- 2002 – Mord ombord
- 2003 – Dödligt svek
- 2004 – Ostindiefararen
- 2005 – Döden går på auktion
- 2006 – Den kinesiska trädgården
- 2007 – Spionen
- 2008 – Dödssynden
- 2009 – Palatsmordet
- 2010 – Mord i Havanna
- 2011 – Safari med döden
- 2012 – Mord i blått
- 2012 – Jubileumsmord  (elva Homannoveller)
- 2013 – Den grekiska hjälmen
- 2014 – Juvelskrinet
- 2015 – Medicis ring
- 2016 – Silverapostlarna
- 2017 – Elakt spel
- 2018 – Den engelske kusinen
- 2019 – Dödligt hot
- 2020 – I skuggan av Etna
- 2021 – Se döden på dig väntar
- 2022 – Mord i lönndom
- 2023 – Tsaren
- 2024 – Svarta Affärer

Av dessa utspelar sig Guldmakaren, Häxmästaren och Ostindiefararen kring sekelskiftet 1800, med Johan Kristian Homans förfader Johan Sebastian Homan som huvudperson.